# 阿玛塔重型履带通用平台

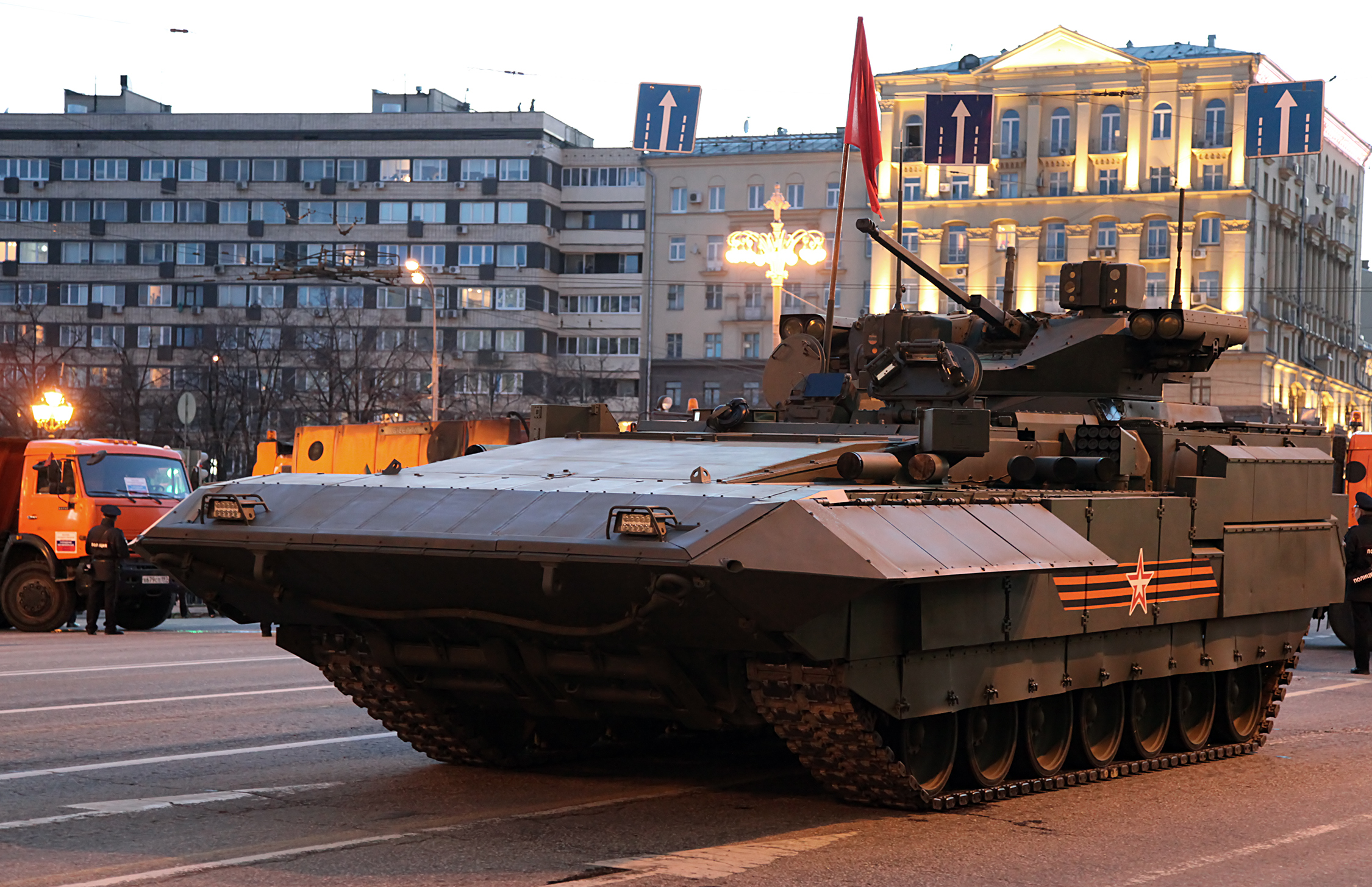
阿玛塔步兵戰車

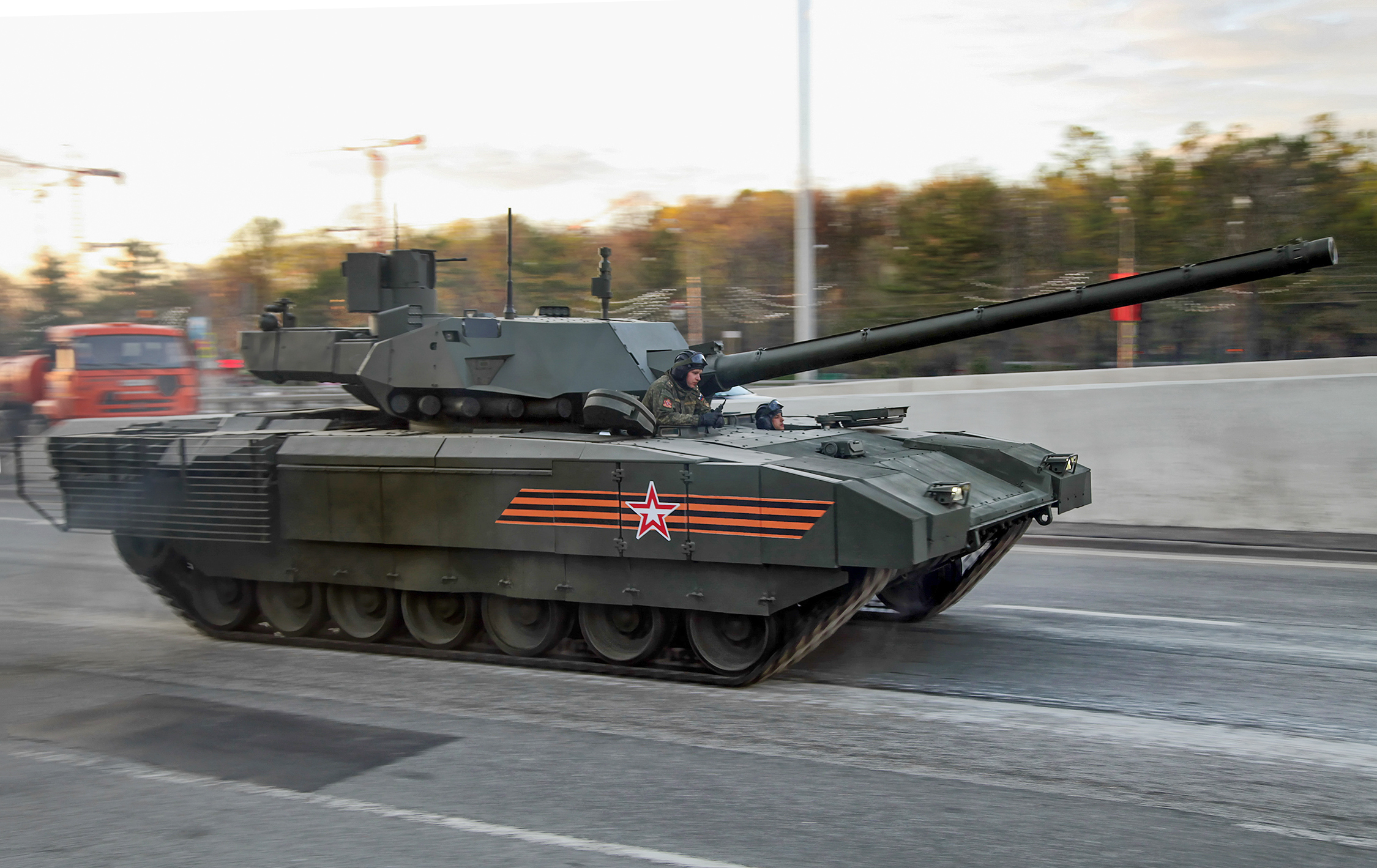
阿玛塔主戰坦克

阿玛塔重型履带通用平台（俄语：Армата Тяжёлая гусеничная унифицированная платформа）是俄罗斯研发的一款装甲车族，下屬T-14主战坦克、T-15步兵战车、2S35自走炮、T-16装甲维修车等車型。

## 词源
阿玛塔（俄语：Армата）是一个古俄语单词，在14世纪时是武器的意思，它来自于拉丁语。

## 历史
2009年，俄罗斯的乌拉尔研发与生产公司开始了阿玛塔重型履带通用平台的研发工作，2013年，俄罗斯在西部的下塔吉尔向俄罗斯本国的专业人士非公开展出了相关模型。
2015年3月，T-14阿玛塔主战坦克首次对外露出了底盘，2015年5月2日， T-14阿玛塔主战坦克、T-15步兵战车、2S35自行火炮首次对外露出了炮塔。

## 成员
- T-14阿玛塔主战坦克
- T-15阿玛塔步兵战车
- 2S35自行火炮
- T-16装甲维修车
- BMPT坦克支援戰車

## 流行文化

### 电子游戏
《装甲战争》中在军火商Marat Shishkin的战车线上登场。当前通过正常游玩游戏可获得10级T-14阿玛塔主战坦克和10级T-15阿玛塔坦克歼击车。通过充值参与游戏中的活动，可以获得高级战车10级T-14 152mm炮 阿玛塔主战坦克和10级T-15“匕首”坦克歼击车。